# Вешкурова, Татьяна Леонидовна
Татьяна Леонидовна Вешкурова (род. 23 сентября 1981 в Перми) — российская легкоатлетка. Она имеет ряд высших наград в индивидуальном и командном спринте, её специализация — дистанция 400 м.
В августе 2016 года решением МОК из-за положительных допинг-проб Татьяны Фировой и Анастасии Капачинской Татьяна Вешкурова и вся сборная России была лишена серебряных медалей Олимпийских игр 2008 года в эстафете 4×400 метров.
Тренер — её родители Леонид и Людмила Вешкуровы, а также Риф Табабилов.

## Биография
В 2001 году Татьяна Вешкурова была отчислена из школы высшего спортивного мастерства как бесперспективная спортсменка. Однако она продолжила тренироваться. В 2005 году Татьяна показала результат 52,50 секунды.

## Результаты
Лучшие результаты по годам и место в списке мирового сезона
| Год   | 2006  | 2007  | 2008  | 2009  | 2011  | 2012  |
| ----- | ----- | ----- | ----- | ----- | ----- | ----- |
| 400 м | 49,99 | 50,22 | 50,51 | 51,47 | 52,57 | 51,85 |
| Место | 7     | 11    | 12    | 42    | 120   | 73    |

## Достижения
- Занимает 235 место в рейтинге ИААФ (14.04.2008).

### 2006 год
- Чемпионка Мира в помещении 2006 года в эстафетном беге 4×400 м.
- Чемпионка Европы 2006 года в эстафетном беге 4×400 м.
- Серебряный призёр Чемпионата Европы 2006 года в беге на 400 м.
- Победительница Кубка Европы (февраль 2006)

### 2007 год
- 4-е место Чемпионата Мира 2007 года в эстафетном беге 4×400 м.
- Чемпионка Европы и Кубка Европы 2007 года в эстафетном беге 4×400 м.
- Чемпионка России 2007 года в беге на 400 м.

### 2008 год
- Серебряная медаль на Летних Олимпийских играх в эстафетном беге 4×400 м. При этом Татьяна показала лучший результат (49,68) среди всех участниц в полуфинальном забеге, пробежав на втором этапе эстафеты.